# Starlight Express
Starlight Express é um musical de rock por Andrew Lloyd Webber (música) e Richard Stilgoe (letras), com revisões posteriores por Don Black, David Yazbek, Alistair Lloyd Webber e Nick Coler. É famoso pelos atores atuarem nos patins, com coreografia original de Arlene Phillips. Na história, o trem de uma criança magicamente vem à vida, e os vários motores competem para se tornar o "Motor mais rápido do mundo". O underdog, Rusty o trem a vapor, tem pouca chance até que ele é inspirado no lendário Starlight Express, em última análise, ganhando ambos a corrida e o coração da treinadora de primeira classe Pearl.
É um dos mais longas musicais em execução na história de West End, com 7.408 performances; no entanto, a produção da Broadway funcionou por apenas 761 performances. É também o show musical mais popular na Alemanha, onde está sendo realizado de forma contínua desde 1988, e foi visto por 15 milhões de pessoas.

## Antecedentes
Durante os anos 1970, Lloyd Webber planejou uma adaptação musical de livros da série Railway de Wilbert Awdry, com Thomas o Motor de Tanque. No entanto, Awdry se recusou a dar permissão para Lloyd Webber usar seus personagens quando sentiu que Lloyd Webber queria "muita liberdade", com Thomas, os outros motores, e os personagens. Após isto, Lloyd Webber re-concebeu a ideia como "uma história de Cinderela", em que Rusty é Cinderela; Greaseball e Electra as meias-irmãs; e o Starlight Express é a fada madrinha.

## Música
Andrew Lloyd Webber, como seu usual mistura diferentes estilos musicais, tais como pop, rock, blues e electro. Aqui, aos personagens individuais são atribuídos estilos personalizados e característicos. O temerário Diesel é sempre caracterizado por sons de rock clássico e blues, a moderna locomotiva elétrica, "Electra", por sons synth futuristas. O trem a vapor sincero e sonhador "Rusty" é identificado por baladas pop.

## Sinopse
O musical conta o sonho de um menino sobre um campeonato mundial de comboios. O foco é no pequeno, amável, mas realmente ultrapassado motor a vapor Rusty e sua luta contra os adversários na forma da locomotiva elétrica Electra e o poderoso diesel Greaseball. Aqui a atenção particular é para o 1º de vagão da classe, Pearl, que desempenha um papel especial. Quando é confrontada com a decisão de com quem disputar a corrida, seja com Rusty ou Electra, ela não sabe para quem escolher. No final Rusty ganha a corrida e Pearl.

## Números musicais
Produção original de Londres de 1984
| Ato 1 - Overture - Rolling Stock – Greaseball e Turma - Taunting Rusty – Rusty, Greaseball, Turma - Call Me Rusty – Rusty, Pearl, Dinah, Buffy e Ashley - Rusty, You Can't Be Serious – Rusty, Pearl, Dinah, Buffy e Ashley - A Lotta Locomotion – Dinah, Ashley, Buffy e Pearl - Pumping Iron – Greaseball, Pearl, Ashley, Dinah, Buffy, Sleepers segunda e terceira classe - Freight – Pearl, Ashley, Dinah, Buffy, Rocky I, Rocky II, Rocky III, C.B, Dustin, Flat-Top - Entry of the National Trains – Motores Nacionais e Marshals - AC/DC – Electra, Krupp, Wrench, Purse, Joule, Volta e elenco de fundo - Coda of Freight - O Elenco - Hitching and Switching – O Elenco - He Whistled at Me – Pearl - Pearl, You've Been Honoured – Purse, Pearl, Rusty - Race: Heat One – Greaseball e Dinah, Espresso e Buffy, Hashamoto e C.B. - That was Unfair – Dinah, Greaseball, C.B. - There's Me – C.B. - Poppa's Blues – Poppa, Rocky I, Rocky II, Rocky III, Rusty - Belle the Sleeping Car – Belle - Starlight Express (Introdução) – Poppa, Rusty, Belle - Race: Heat Two – Electra e Pearl, Weltschaft e Joule, Rusty e Belle - Boy, Boy, Boy – Poppa, Rusty, Belle, Trucks - Race: Heat Three – Poppa e Dustin, Turnov e Wrench, Bobo e Ashley - Laughing Stock – O Elenco - Starlight Express – Rusty | Ato 2 - The Rap – O Elenco - Pearl Twirl – Greaseball, Pearl, Dinah, Buffy, Ashley - U.N.C.O.U.P.L.E.D. – Dinah - Rolling Stock (Reprise) – Dinah, Belle, Ashley e Buffy - C.B. – C.B, Electra, Krupp, Wrench, Purse, Joule, Volta - Race: Uphill Final – Electra e Dinah, Rusty e C.B., Greaseball e Pearl - I Was Robbed – C.B., Rusty, Greaseball, Electra, Pearl, Trucks - Right Place, Right Time – Rocky I, Rocky II, Rocky III - I Am The Starlight – Rusty, Starlight Express, Dustin - He Whistled at Me (Reprise) – Dinah, Electra, Krupp, Wrench, Purse, Volta, Joule, C.B. - Race: Downhill Final – Rusty and Dustin, Electra e C.B, Greaseball e Pearl - No Comeback – Electra, Krupp, Wrench, Purse, Joule, Volta - One Rock & Roll Too Many – Greaseball, C.B. - Only He – Pearl - Only You – Pearl, Rusty - Light at the End of the Tunnel – O Elenco |

| - Call Me Rusty - There's Me - Belle the Sleeping Car | - Race: Heat Three - Rolling Stock(Reprise) - Wide Smile/C.B. | - No Comeback - Only He - Only You |

Em seu lugar, os seguintes números musicais são colocados:
- Engine of Love (substituindo "Call Me Rusty")
- Crazy (substituindo "Call Me Rusty")
- Make Up My Heart (substituindo "He Whistled at Me")
- Next Time You Fall In Love (com letras de Don Black) (substituindo "Only He"/"Only You")
- I Do (música e letras de Nick Coler e Alistair Lloyd-Webber) (substituindo "Only He"/"Only You")
- A Whole Lotta Locomotion (letras de David Yazbek) (substituindo "A Lotta Locomotion")

Há duas versões da canção título, possuindo diferentes melodias e letras para os versos. Há também três versões diferentes de "The Rap":
- The Rap
- Check It Out, Can You Believe This?
- It's Race Time! (letras de David Yazbek)